# Joseph Lee Han-taek
Joseph Lee Han-taek SJ (koreanisch 이한택 요셉 I Hantaeg Yoseb; * 5. Dezember 1934 in Anseong, damaliges Japanisches Kaiserreich, heutiges Südkorea) ist ein südkoreanischer Geistlicher der Römisch-katholischen Kirche und Altbischof von Uijeongbu.

## Leben
Joseph Lee Han-taek trat der Ordensgemeinschaft der Jesuiten bei und empfing am 9. Juni 1971 die Priesterweihe.
Papst Johannes Paul II. ernannte ihn am 19. November 2001 zum Weihbischof in Seoul und Titularbischof von Thibuzabetum. Der Erzbischof von Seoul und Apostolische Administrator von Pjöngjang, Nicholas Kardinal Cheong Jin-Suk, spendete ihm am 25. Januar des nächsten Jahres die Bischofsweihe; Mitkonsekratoren waren Andreas Choi Chang-mou, Erzbischof von Gwangju und John Chang-yik, Bischof von Chuncheon.
Am 5. Juli 2004 wurde er zum Bischof von Uijeongbu ernannt. Am 26. Februar 2010 nahm Papst Benedikt XVI. seinen altersbedingten Rücktritt an.